# Plémet (Plémet)
Plémet (bretonisch: Plezeved, Gallo: Pllémé) ist eine ehemalige französische Gemeinde mit 3.195 Einwohnern (Stand: 1. Januar 2017) im Département Côtes-d’Armor in der Region Bretagne. Sie gehörte zum Arrondissement Saint-Brieuc. Die Einwohner werden Plémetais genannt.
Mit Wirkung vom 1. Januar 2016 wurden die ehemaligen Gemeinden Plémet und La Ferrière zu einer Commune nouvelle mit dem Namen Les Moulins zusammengelegt, in der die früheren Gemeinden den Status einer Commune déléguée haben. Der Verwaltungssitz befindet sich im Ort Plémet.
Die zunächst mit dem Namen Les Moulins bezeichnete Gemeinde änderte ihre Bezeichnung mit Erlass N° 2017-1744 vom 22. Dezember 2017 auf den aktuellen Namen Plémet. Sie wurde dadurch zu einer mit der Vorgängergemeinde
namensgleichen Commune nouvelle.

## Geographie
Umgeben wird Plémet von den Nachbarorten Plessala im Norden, Saint-Gilles-du-Mené im Nordosten, Laurenan und Gomené im Osten, Ménéac im Südosten, Coëtlogon und Plumieux im Süden, La Ferrière im Südwesten, La Prénessaye im Westen sowie La Motte im Nordwesten.
Durch das Gebiet führen die Route nationale 164 und die frühere Route nationale 792.

## Bevölkerungsentwicklung
| 1962 | 1968 | 1975 | 1982 | 1990 | 1999 | 2006 | 2011 | 2017 |
| 2969 | 2928 | 3035 | 3056 | 3071 | 2936 | 2902 | 3104 | 3195 |

## Sehenswürdigkeiten

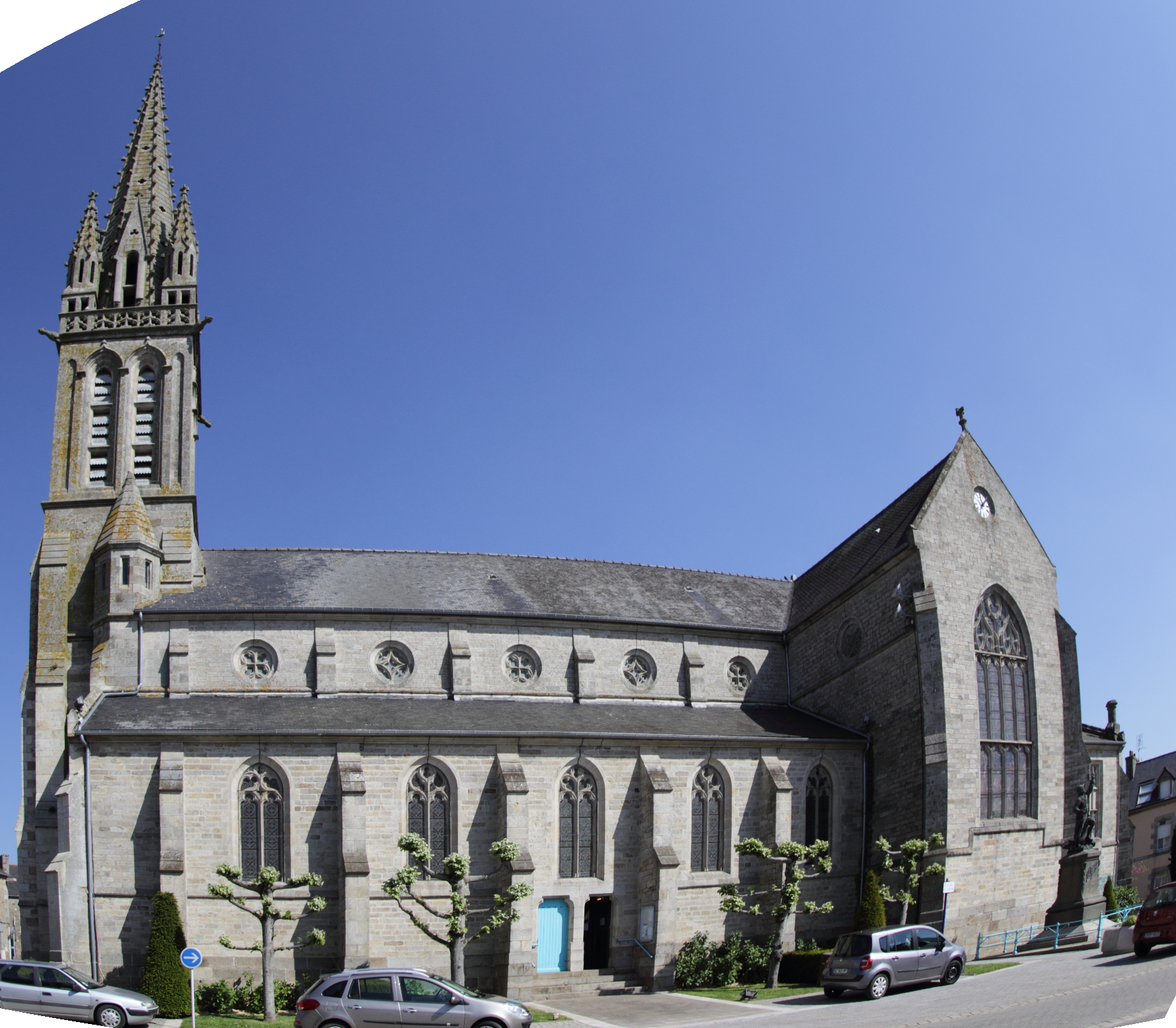
Kirche Saint-Pierre-et-Saint-Paul

- Kirche Saint-Pierre-et-Saint-Paul, 1894 bis 1896 erbaut, Monument historique
- Kapelle Saint-Lubin mit Calvaire, seit 1925 Monument historique (siehe auch: Kreuzigungsfenster (Plémet))
- drei Wegekreuze (seit 1927 Monument historique)
- Schmiede Saint-Éloi von 1675 und Mühle Choseuil
- Schlösser Les Landelles, Bodiffé, Launay Guen, Vaublanc

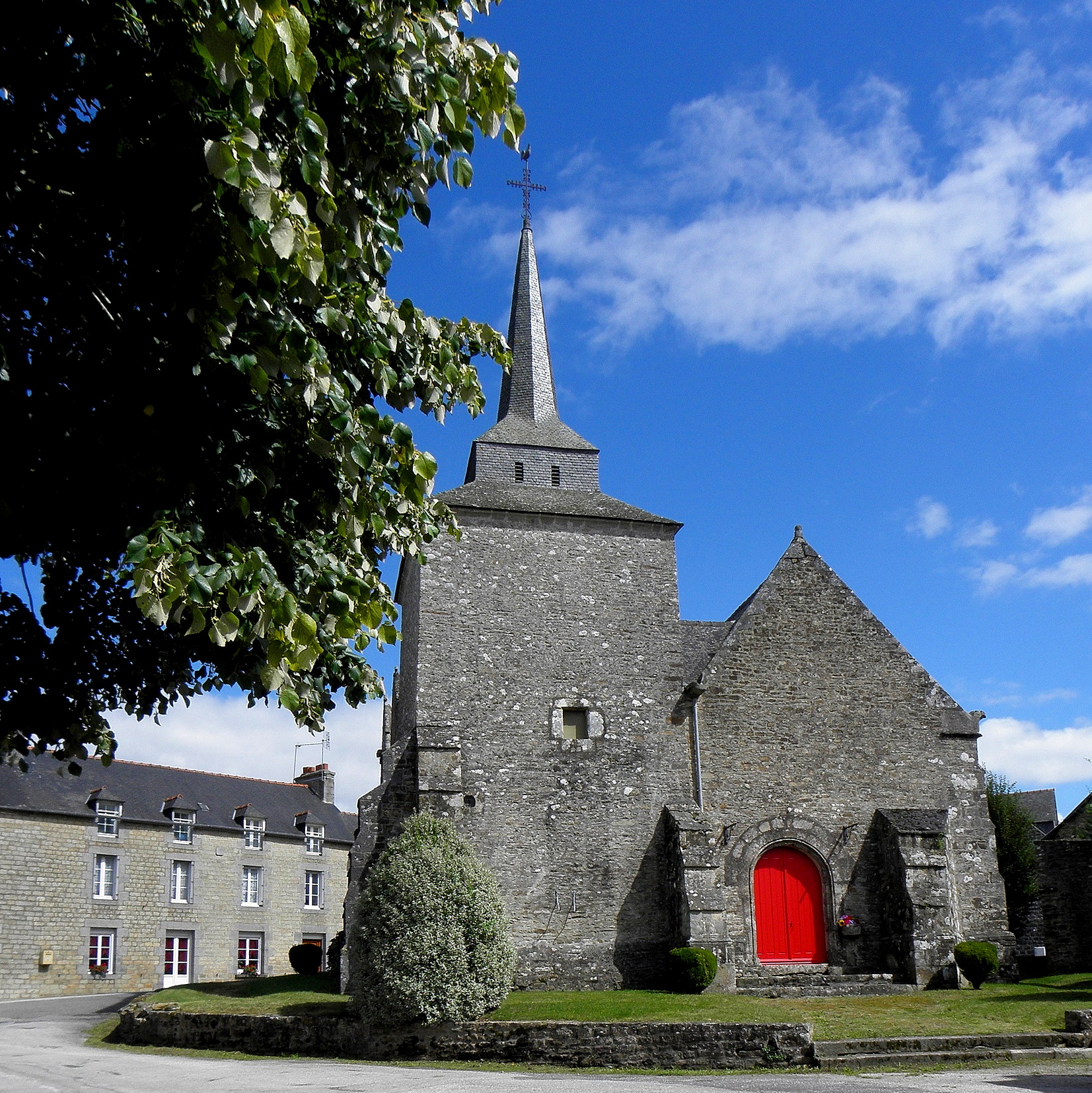
Kapelle Saint-Lubin

## Persönlichkeiten
- Roland Guillaumel (1926–2014), Bildhauer
- Patrick Le Lay (1942–2020), Programmdirektor bei TF1